# Joachim Sieber

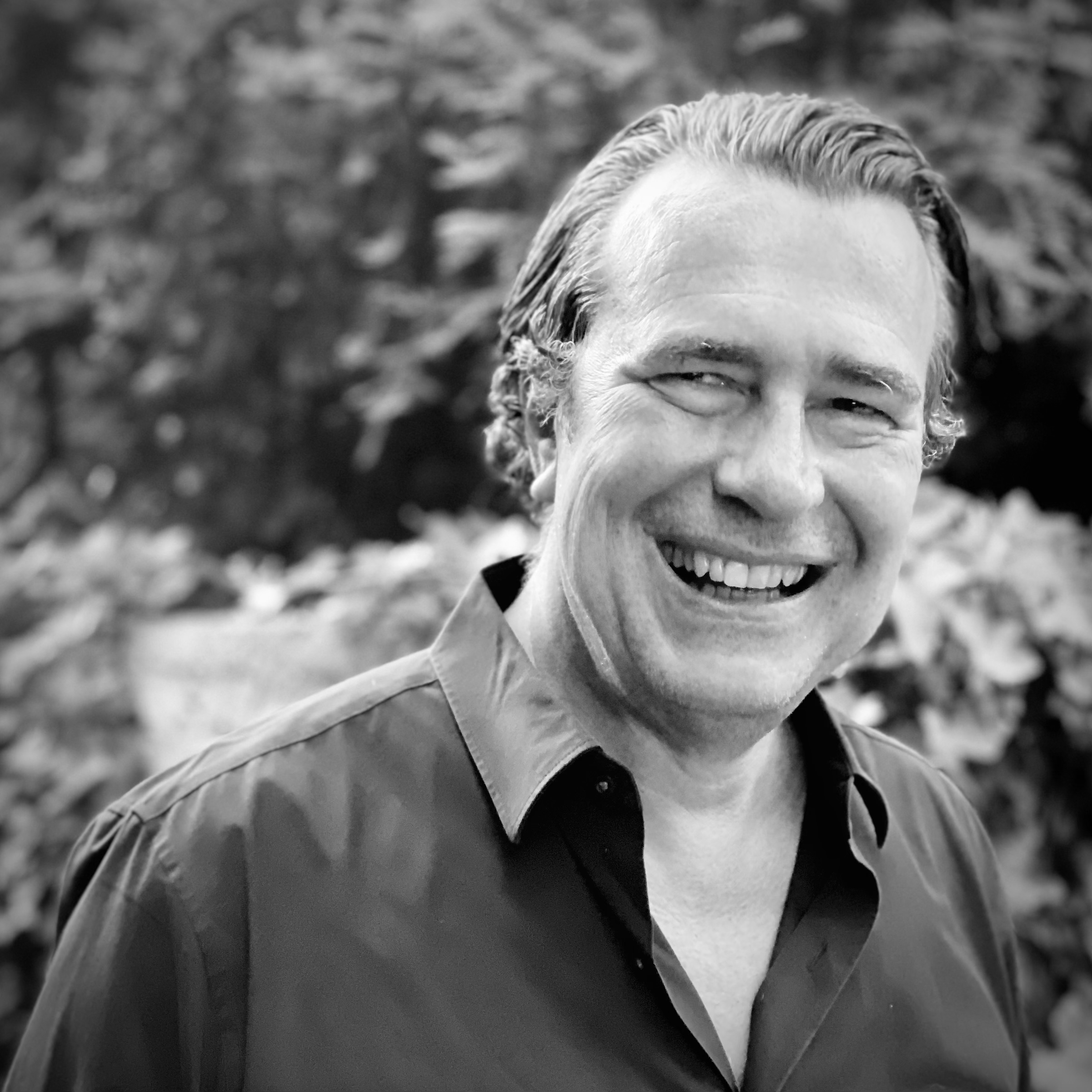
Joachim Sieber

Joachim Sieber (* 1962 in Konstanz) ist ein deutscher Architekt.

## Leben
Joachim Sieber studierte Jura und Philosophie in Konstanz und Architektur bei Wolfgang Meisenheimer, Elia Zengelis und Laurids Ortner in Düsseldorf. Von 1996 bis 1999 war er wissenschaftlicher Mitarbeiter bei Walter Nägeli am Institut für Gebäudeplanung der Universität Karlsruhe. Während und nach dem Studium arbeitete er bei Haus-Rucker-Co in Düsseldorf und Wien, bei Paul Schneider-Esleben in Düsseldorf und von 1991 bis 1996 bei Oswald Mathias Ungers in Köln. Seit 1996 führt er gemeinsam mit seiner Frau Anja Sieber-Albers ein Büro in Düsseldorf.
Er ist Gastprofessor und Visiting Critic u. a. an der Miami University Oxford OH, AA London und Universität Bologna.

## Preise
- 2003: Auszeichnung für beispielhaftes Bauen der Architektenkammer BW für die Jugendherberge Konstanz

- 2018: Architekturpreis NRW für die Sammlung Philara

- 2024 Bauwerk des Jahres AIV für den Kunstpalast Düsseldorf.

## Projekte (Auswahl)

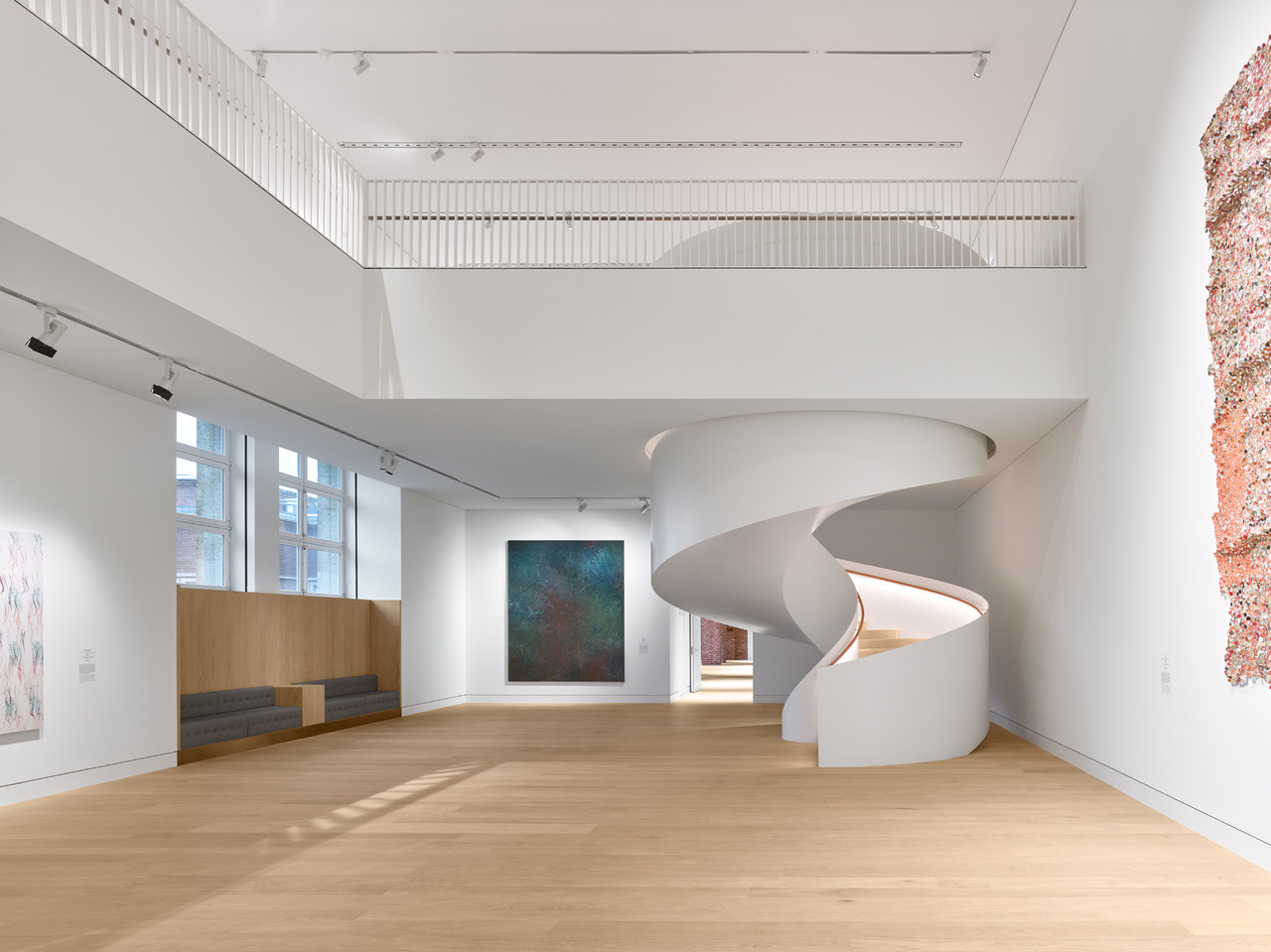
Kunstpalast Düsseldorf-Wendeltreppe im Sammlungsrundgang. Fotograf: Stefan Müller 2024

Zu seinen bekanntesten Projekten zählt der Umbau und die Sanierung des Düsseldorfer Kunstpalast, der im November 2023 nach dreijähriger Bauzeit wiedereröffnet wurde. Für dieses Projekt setzte sich Sieber in einem europaweiten Wettbewerb durch. Der Umbau umfasste unter anderem die Neugestaltung des 5.000 Quadratmeter großen Sammlungsrundgangs, die Modernisierung der Museumsgastronomie sowie die architektonische Integration des historischen Bestands. Siebers Ziel war es, die Geschichte des Kunstpalasts behutsam weiterzuerzählen, statt eine völlig neue Architektursprache einzuführen.
Frühere Arbeiten seines Büros umfassen unter anderem die Gestaltung der Ausstellungsräume für die Sammlung Philara in einer ehemaligen Glasfabrik. Neben seiner praktischen Tätigkeit ist Sieber eng mit dem Ungers Archiv für Architekturwissenschaft verbunden, das von seiner Frau geleitet wird. Er gilt als Befürworter einer reduzierten, zurückgenommenen Architektur, die die Kunst in den Vordergrund stellt.

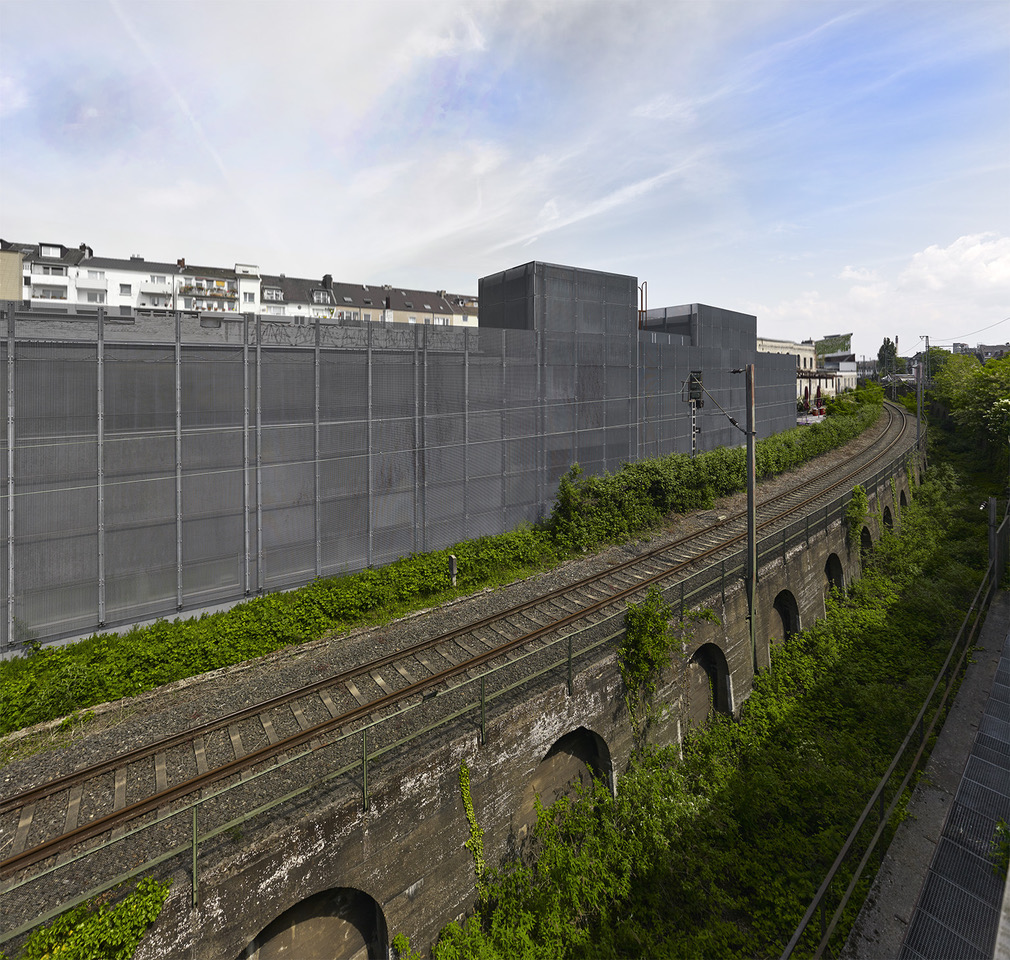
Sammlung Philara-Ansicht Bahnseite.                                                        Fotograf: Stefan Müller 2017
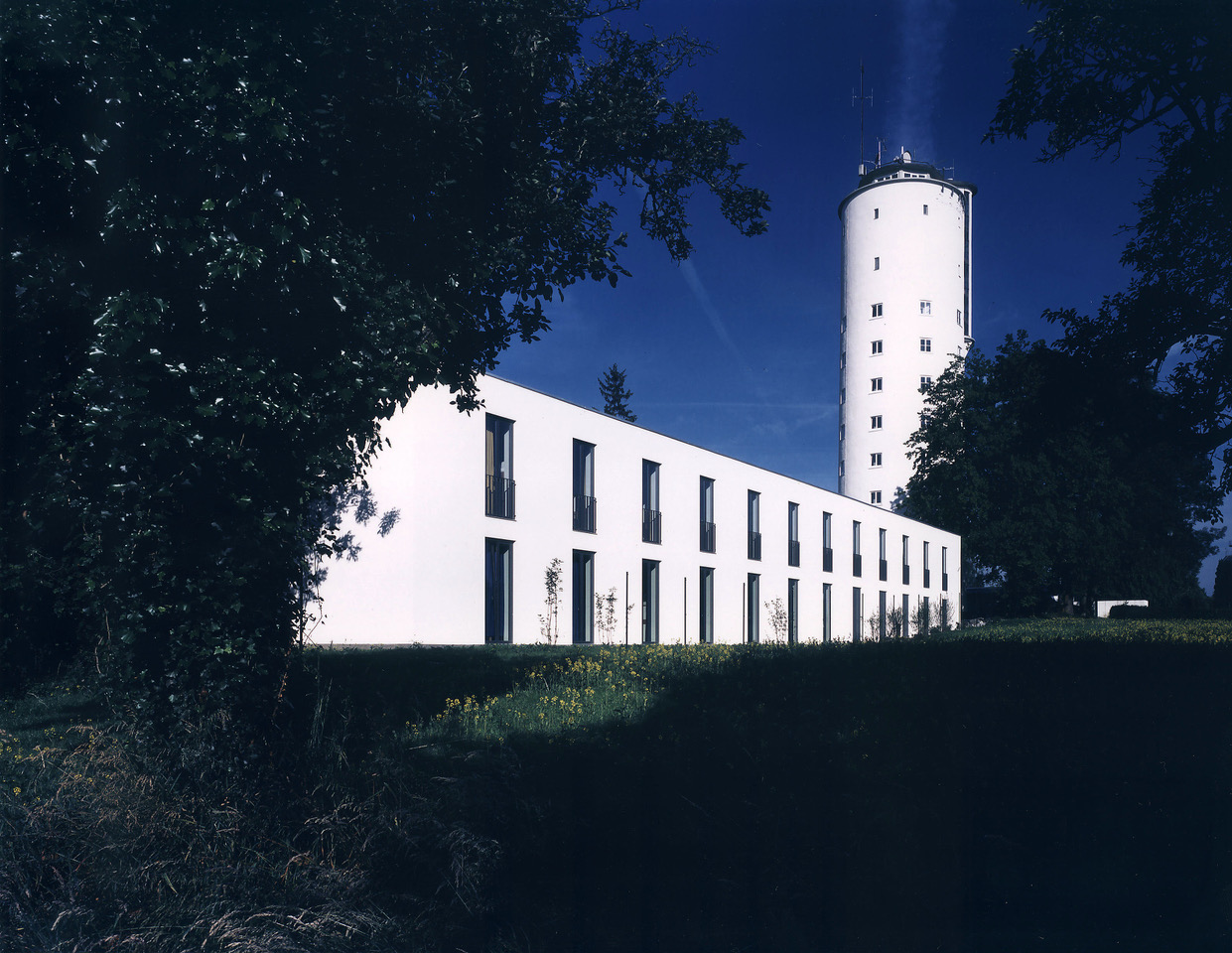
Jugendherberge Konstanz-Ansicht von der Seeseite. Fotograf: Stefan Müller 2001